# Federica Elisabetta di Württemberg
Federica Elisabetta Amalia di Württemberg (Treptow an der Rega, 27 luglio 1765 – Vienna, 24 novembre 1785) era figlia di Federico II Eugenio di Württemberg, duca di Württemberg dal 1737 al 1793 e di Federica Dorotea di Brandeburgo-Schwedt.

## Biografia
Venne data in sposa a Pietro Federico, nipote di Federico Augusto I di Oldenburg. Il matrimonio venne celebrato a Château d'Etupes il 26 giugno 1781.
Federica Elisabetta morì a vent'anni nel 1785 facendo però in tempo a dare al marito un erede. Nello stesso anno in cui rimase vedovo, Pietro, che non si risposò più, amministrò il ducato di Oldenburg in vece del cugino mentalmente inabile e alla sua morte nel 1825 ne divenne l'erede.

## Discendenza
Diede alla luce due figli:
- Paolo Federico Augusto, duca di Oldenburg (Rastede, 13 luglio 1783 - Oldenburg, 27 febbraio 1853);
- duca Pietro Federico Giorgio di Oldenburg (Oldenburg, 9 maggio 1784 - Tver', 27 dicembre 1812), sposò Ekaterina Pavlovna Romanova.

## Ascendenza
|                                           |                                          |                                                           | Genitori                                  |  |  | Nonni |  |  | Bisnonni                                |  |  | Trisnonni                   |  |
|                                           |                                          |                                                           |                                           |  |  |       |  |  | Federico Carlo di Württemberg-Winnental |  |  | Eberardo III di Württemberg |  |
|                                           |                                          |                                                           |                                           |  |  |       |  |  | Federico Carlo di Württemberg-Winnental |  |  | Eberardo III di Württemberg |  |
|                                           |                                          | Anna Caterina Dorotea di Salm-Kyrburg                     |                                           |  |  |       |  |  | Federico Carlo di Württemberg-Winnental |  |  |                             |  |
| Carlo I Alessandro di Württemberg         |                                          |                                                           |                                           |  |  |       |  |  | Federico Carlo di Württemberg-Winnental |  |  |                             |  |
|                                           |                                          | Eleonora Giuliana di Brandeburgo-Ansbach                  | Alberto II di Brandeburgo-Ansbach         |  |  |       |  |  |                                         |  |  |                             |  |
|                                           |                                          | Eleonora Giuliana di Brandeburgo-Ansbach                  | Alberto II di Brandeburgo-Ansbach         |  |  |       |  |  |                                         |  |  |                             |  |
|                                           |                                          | Eleonora Giuliana di Brandeburgo-Ansbach                  | Sofia Margherita di Oettingen-Oettingen   |  |  |       |  |  |                                         |  |  |                             |  |
| Federico II Eugenio di Württemberg        |                                          | Eleonora Giuliana di Brandeburgo-Ansbach                  |                                           |  |  |       |  |  |                                         |  |  |                             |  |
|                                           |                                          | Anselmo Francesco di Thurn und Taxis                      | Eugenio Alessandro di Thurn und Taxis     |  |  |       |  |  |                                         |  |  |                             |  |
|                                           |                                          | Anselmo Francesco di Thurn und Taxis                      | Eugenio Alessandro di Thurn und Taxis     |  |  |       |  |  |                                         |  |  |                             |  |
|                                           |                                          | Anselmo Francesco di Thurn und Taxis                      | Anna Adelaide di Fürstenberg-Heiligenberg |  |  |       |  |  |                                         |  |  |                             |  |
| Maria Augusta di Thurn und Taxis          |                                          | Anselmo Francesco di Thurn und Taxis                      |                                           |  |  |       |  |  |                                         |  |  |                             |  |
|                                           |                                          | Maria Ludovica Anna di Lobkowicz                          | Ferdinando Augusto Leopoldo di Lobkowicz  |  |  |       |  |  |                                         |  |  |                             |  |
|                                           |                                          | Maria Ludovica Anna di Lobkowicz                          | Ferdinando Augusto Leopoldo di Lobkowicz  |  |  |       |  |  |                                         |  |  |                             |  |
|                                           |                                          | Maria Ludovica Anna di Lobkowicz                          | Maria Anna di Baden-Baden                 |  |  |       |  |  |                                         |  |  |                             |  |
| Federica Elisabetta di Württemberg        |                                          | Maria Ludovica Anna di Lobkowicz                          |                                           |  |  |       |  |  |                                         |  |  |                             |  |
|                                           | Filippo Guglielmo di Brandeburgo-Schwedt | Federico Guglielmo I di Brandeburgo                       |                                           |  |  |       |  |  |                                         |  |  |                             |  |
|                                           | Filippo Guglielmo di Brandeburgo-Schwedt | Federico Guglielmo I di Brandeburgo                       |                                           |  |  |       |  |  |                                         |  |  |                             |  |
|                                           | Filippo Guglielmo di Brandeburgo-Schwedt | Sofia Dorotea di Schleswig-Holstein-Sonderburg-Glücksburg |                                           |  |  |       |  |  |                                         |  |  |                             |  |
| Federico Guglielmo di Brandeburgo-Schwedt | Filippo Guglielmo di Brandeburgo-Schwedt |                                                           |                                           |  |  |       |  |  |                                         |  |  |                             |  |
|                                           |                                          | Giovanna Carlotta di Anhalt-Dessau                        | Giovanni Giorgio II di Anhalt-Dessau      |  |  |       |  |  |                                         |  |  |                             |  |
|                                           |                                          | Giovanna Carlotta di Anhalt-Dessau                        | Giovanni Giorgio II di Anhalt-Dessau      |  |  |       |  |  |                                         |  |  |                             |  |
|                                           |                                          | Giovanna Carlotta di Anhalt-Dessau                        | Enrichetta Caterina d'Orange              |  |  |       |  |  |                                         |  |  |                             |  |
| Federica Dorotea di Brandeburgo-Schwedt   |                                          | Giovanna Carlotta di Anhalt-Dessau                        |                                           |  |  |       |  |  |                                         |  |  |                             |  |
|                                           |                                          | Federico Guglielmo I di Prussia                           | Federico I di Prussia                     |  |  |       |  |  |                                         |  |  |                             |  |
|                                           |                                          | Federico Guglielmo I di Prussia                           | Federico I di Prussia                     |  |  |       |  |  |                                         |  |  |                             |  |
|                                           |                                          | Federico Guglielmo I di Prussia                           | Sofia Carlotta di Hannover                |  |  |       |  |  |                                         |  |  |                             |  |
| Sofia Dorotea di Prussia                  |                                          | Federico Guglielmo I di Prussia                           |                                           |  |  |       |  |  |                                         |  |  |                             |  |
|                                           |                                          | Sofia Dorotea di Hannover                                 | Giorgio I del Regno Unito                 |  |  |       |  |  |                                         |  |  |                             |  |
|                                           |                                          | Sofia Dorotea di Hannover                                 | Giorgio I del Regno Unito                 |  |  |       |  |  |                                         |  |  |                             |  |
|                                           |                                          | Sofia Dorotea di Hannover                                 | Sofia Dorotea di Celle                    |  |  |       |  |  |                                         |  |  |                             |  |
|                                           |                                          | Sofia Dorotea di Hannover                                 |                                           |  |  |       |  |  |                                         |  |  |                             |  |